# Centre de la Kabbale

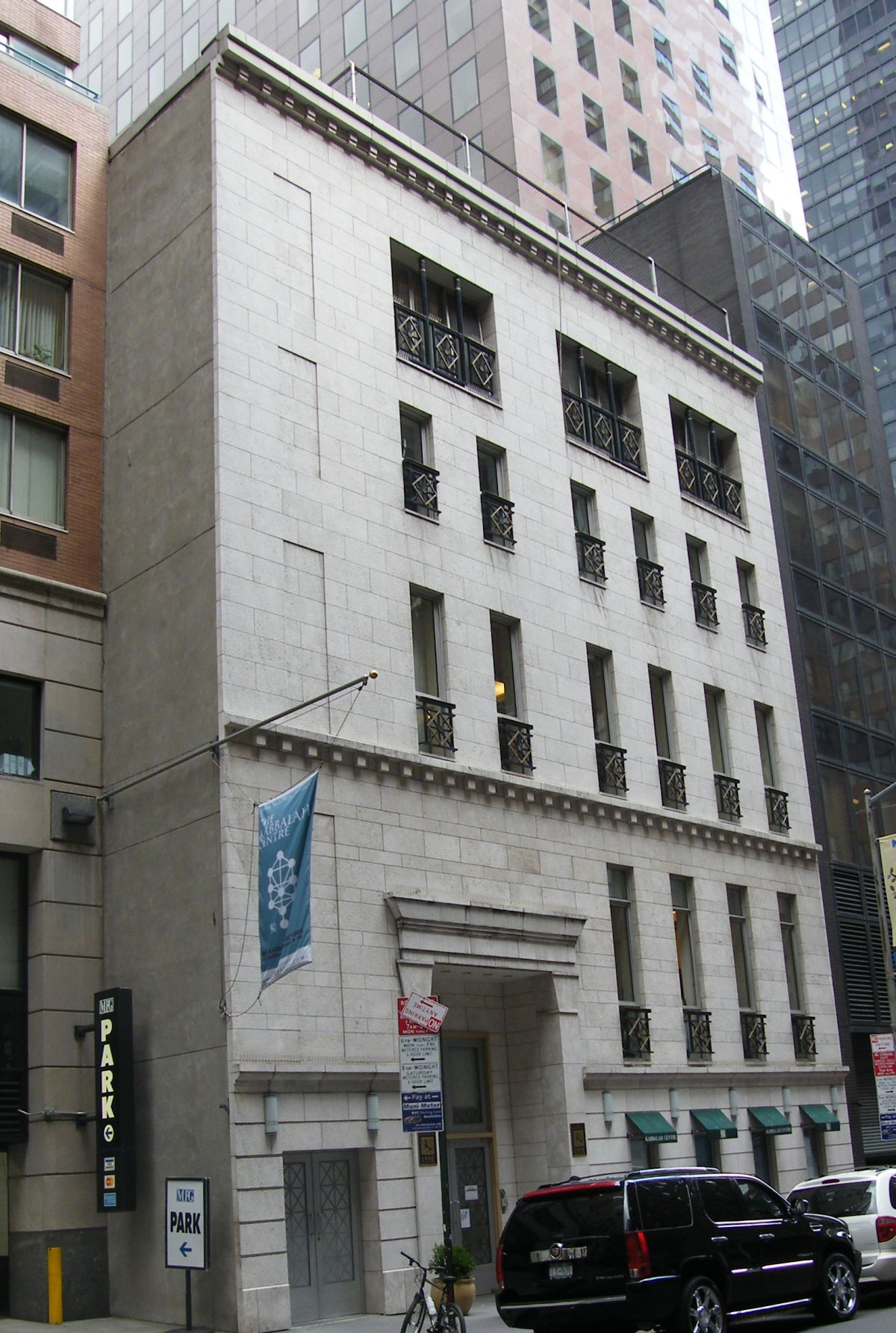

Le Centre de la Kabbale est une organisation à but non lucratif située à Los Angeles, en Californie, qui propose des cours dans ses centres du monde entier ainsi que des cours en ligne sur les enseignements du Zohar et de la kabbale. La présentation de la Kabbale a été développée par son directeur, le Rav Philip Berg, avec son épouse, Karen Berg.  Le Centre de la Kabbale dispose d'un personnel enseignant international qui propose des études et des conseils kabbalistiques à sa communauté étudiante mondiale.
Les rabbins du Judaïsme orthodoxe croient traditionnellement que les mystères de la Kabbale sont si complexes et si facilement incompris qu'on ne peut enseigner aux élèves (principalement des hommes mariés) qu'à partir de 40 ans (dans les communautés ashkénazes). Par conséquent, le Judaïsme orthodoxe voit dans le Centre de la Kabbale une perversion de la tradition mystique ancienne et secrète du judaïsme.

## Histoire
Le Centre de la Kabbale est une organisation spirituelle et éducative fondée aux États-Unis en 1965 sous le nom de “The National Research Institute of Kabbalah” par le Rav Philip Berg (né Feivel Gruberger) et le Rav Yehuda Tzvi Brandwein. Le Rav Brandwein fut le doyen de la Yeshivah Kol Yehuda en Israël et un précurseur des centres de la Kabbale aux États-Unis fondés en 1922. Après la mort du Rav Brandwein et après plusieurs années en Israël, le Rav Philip Berg et son épouse Karen Berg fondèrent le Centre de la Kabbale de New York. 
Le Centre de la Kabbale de Los Angeles ouvrit ses portes en 1984. Après la mort du Rav Berg le 16 septembre 2013, sa femme Karen et son fils Michael Berg prennent le relais en devenant directeurs et enseignants de l’organisation. L’organisation est une organisation à but non lucratif enregistrée qui compte plus de 20 succursales dans le monde, y compris à Los Angeles, à New York, à Londres, à Berlin, à Moscou et à Toronto.
La tradition juive avance que le Zohar, œuvre majeure de la Kabbale, aurait été écrit il y a 2 000 ans par Rabbi Shimon BarYochai. Le Ari (XVIe siècle) rend la compréhension du Zohar plus accessible de par ses interprétations, mises à l'écrit par son disciple Rabbi 'Haïm Vital.

## Controverse et critique
Aux quatre coins du judaïsme traditionnel, le centre de la Kabbale a été qualifié de fraude spirituelle. 
À compter de 2011, l'IRS et le FBI ont ouvert une enquête sur le Centre pour malversation financière, à la suite de l'affaire de l'école Raising Malawi et de la gestion des fonds de millions de donateurs. En 2012, un organisme de bienfaisance du Centre de la Kabbale nommé « Spirituality for Kids » a accepté le versement d'un montant de  600 000 dollars d'une femme de 87 ans qui, selon certains, souffrait de démence. En novembre 2013, deux anciens donateurs ont intenté deux poursuites, alléguant que leurs dons avaient été utilisés à mauvais escient.D'autres critiques de grands médias ont affirmé que le Centre de la Kabbale est un "rejeton opportuniste de la foi, avec des dirigeants charismatiques qui tentent d'attirer les riches et les vulnérables avec la promesse de la santé, de la richesse et du bonheur." Certaines organisations juives qualifient le Centre de non-juif et considèrent son affiliation juive comme problématique. La vente de produits de la Kabbale sur le thème du Centre a également été critiquée, qualifiée de perversion de la tradition mystique ancienne et secrète du judaïsme. Selon un article de la BBC, Eliyahu Yardeni, haut responsable du Centre Kabbalah de Londres, a fait des commentaires controversés au sujet de l'Holocauste. Le Centre de la Kabbale a également affirmé que l'eau de source vendue par le groupe avait un effet curatif sur le cancer. En novembre 2015, le centre a été condamné à payer 42 500 USD de dommages et intérêts à l'un de ses anciens élèves après avoir été jugé négligent dans la supervision de l'un de ses codirecteurs, Yehuda Berg, qui avait causé une détresse émotionnelle à l'élève.

## Sources
- https://kabbalah.com/en
- « Kabbalah centre france - learn.transform.connect », sur kabbalah.com via Wikiwix (consulté le 25 décembre 2023)
- (en) Guardian staff reporter, « The thin red line », The Guardian,‎ 11 décembre 2004 (lire en ligne, consulté le 25 décembre 2023)
- Vajda, Georges, « Les origines et le développement de la Kabbale juive, d'après quelques travaux récents », Revue de l'histoire des religions, Persée, vol. 134, no 1,‎ 1947, p. 120–167 (DOI 10.3406/rhr.1947.5604, lire en ligne, consulté le 25 décembre 2023)
- « Rabbi Avraham Brandwein - Admor of Stretten », sur Internet Archive (consulté le 25 décembre 2023)
- https://medium.com/@MatthewZGindin/yehuda-ashlag-the-socialist-kabbalist-bb8cd3cd60d6
- « MAMA-OF-THE-MOMENT : Monica Berg, Spiritual Teacher and Writer », sur Mama & Tata (consulté le 25 décembre 2023)